# Molophilus (Molophilus) macalpinei
Molophilus (Molophilus) macalpinei is een tweevleugelige uit de familie steltmuggen (Limoniidae). De soort komt voor in het Australaziatisch gebied.